# Parque Nacional de Shorsky
O Parque Nacional de Shorsky (em russo: Шорский) é uma área protegida da Rússia, localizada em uma área montanhosa florestada no sudoeste da Sibéria, onde a Planície Siberiana Ocidental se encontra as Montanhas Siberianas do Sul. É representativa de áreas com taiga escura (92% do parque é florestado). Com uma área de 4200 quilómetros quadrados, o parque cobre mais de um terço do distrito de Tashtagolsky, no extremo sul do Oblast de Kemerovo, cerca de 300 quilómetros a sul da cidade de Kemerovo. Esta área é a casa do povo Shors.

## Topografia
A maioria do parque é composto por montanhas médias, com profundos vales de rios. As montanhas medem cerca de 500 - 800 metros de altitude acima do nível do mar, com um máximo de 1555 metros, na Montanha Kubez. A oeste, o parque é limitado por um esporão do tergo de montanha mais elevada de Altai, e ao leste pela cordilheira de Abakan. O rio Mrassu é o principal rio que corre através do parque, correndo no sentido norte - sul através do seu meio. O parque tem uma extensão de 110 quilómetros de norte a sul e 90 quilómetros de leste a oeste. Grande parte da geologia é paisagem cárstica, com rochas solúveis como o calcário, criando as condições para a formação de cavernas e formações rochosas incomuns.

O parque oferece caminhos e acesso a formas de terra singulares e de interesse. Estas incluem a "cascata Saga", uma cascata de várias camadas sobre as rochas, por cima de uma piscina calma, e uma gruta com uma altura de 15 metros, a "Porta do Czar", uma grande formação rochosa com um buraco através dela, em uma elevação sobre o rio Mrassu; a caverna "Luz da Lua", de 200 metros de comprimento e coberta com estalactites e estalagmites; a caverna "Azasskoy", que possui uma grande galeria; e mais de 60 outras cavernas e afloramentos até agora registados.